# ولایت بصره

محدوده ولایت بصره در نقشه امپراطوری عثمانی در ۱۹۰۰

ولایت بصره یکی از ولایات امپراتوری عثمانی بود. به‌طور تاریخی این ولایت ناحیه‌ای محدود به نصیریه و عماره در شمال و کویت در جنوب را در بر می‌گرفت. به لحاظ نظری در جنوب و غرب در کل هیچ مرزی وجود نداشت، با این حال هیچ ناحیه‌ای فراتر از قطر در جنوب و سنجاق نجد در جنوب بعدتر به این نظام اداری افزوده‌نشد.
در آغاز قرن بیستم بنا به گزارش‌ها مساحتی برابر با ۴۲۶۹۰ کیلومتر مربع داشت. در حالی نتایج مقدماتی اولین سرشماری عثمانی در ۱۸۸۵ میلادی جمعیت ۲۰۰۰۰۰ نفری در این ایالت را نشان می‌دهد که دقت آمار و ارقام جمعیت اساس هر منطقه‌ای که از آن جمع‌آوری شده‌است چیزی میان تقریباً تا صرفاً حدسی است. 
پایتخت این ولایت یعنی شهر بصره یک مرکز نظامی بسیار مهم با یک پادگان دائمی ۴۰۰ تا ۵۰۰ نفری بود و ناوگان عثمانی در خلیج فارس را در خود جای داده‌بود.

## تقسیمات اداری
سنجاق‌های این ولایت:
- سنجاق عماره
- سنجاق بصره
- سنجاق دیوانیه